# William Edwardes (3e baron Kensington)
William Edwardes, 3e baron Kensington (3 février 1801 - 1er janvier 1872), est un pair britannique et un commandant de la marine.

## Biographie
Il est le fils de William Edwardes (2e baron Kensington) et de Dorothy Patricia Thomas. Il succède à son père comme troisième baron Kensington en 1852, mais comme il s'agit d'une pairie irlandaise, cela ne lui donne pas droit à un siège à la Chambre des lords. Il sert dans la Royal Navy et obtient le grade de capitaine. Il est également Lord Lieutenant du Pembrokeshire.
Lord Kensington épouse Laura Jane Ellison, fille de Cuthbert Ellison, en 1833. Il meurt en janvier 1872, à l'âge de 70 ans, et son fils William, qui devient un homme politique libéral, lui succède.